# Salmacina tribranchiata
Salmacina tribranchiata är en ringmaskart som först beskrevs av Moore 1923.  Salmacina tribranchiata ingår i släktet Salmacina och familjen Serpulidae. Inga underarter finns listade i Catalogue of Life.